# 중선거구제
중선거구제(中選擧區制, 영어: multi-member district)는 하나의 선거구에서 1명의 후보를 뽑는 소선거구제하고는 달리 광역선거구 단위로 행하며, 하나의 선거구에서 2명 이상의 당선자를 선출하는 대선거구제의 일종으로, 보통 특별시, 도, 광역시 단위로 시행하며, 한 선거구에서 2명 ~ 5명을 선출하는 것을 중선거구제라고 한다.

## 투표 방식
선거권자가 후보자 중 1명에게만 투표하는 단기명투표(單記名投票)와 2명 이상에게 투표하는 연기명투표(連記名投票)로 나눌 수 있다. 
과거 일본 중의원 의원 선거(1995년 이전)에서는 한 선거구에서 2~5명의 의원을, 1973년부터 1987년까지의 대한민국 국회의원 선거에서는 하나의 선거구에서 2명의 국회의원을 단순 단기명 투표로 선출하였다.

### 대한민국
2025년 현재 대한민국에서는 공직선거법 제 26조 2항에 의거, 자치구·시·군의회 지역구 의원 선거에서만 한 선거구에서 2 ~ 4명을 선출하는 중선거구제(투표 방식은 단순 단기명 투표) 방식을 채택하고 있다.

## 장단점
| - 특정 정당으로의 의석쏠림 현상을 완화시킬 수 있다. - 여야 모두 취약 지역에 당선자를 배출하고 지역당 구도를 완화할 수 있다. - 정당이 정책 이념에 따라 전국으로 기반을 확대할 수 있어 정책 정당을 육성하는 데 기여할 수 있다. - 대선거구에 비해 또한 선거 비용이 적게 든다. - 정당의 득표율하고 의석 분포 사이의 비례성 정도는 한 선거구에서 선출되는 당선자의 수가 많을수록 높다. - 대한민국에서는 특정 정당이 특정 지역의 지방의회 의석 대부분을 독식하는 현상이 반복되어온 자치구·시·군의회 지역구 의원 선거에 2006년 지방선거부터 이 제도를 도입하였다. | - 선거구의 광역화로 인해 실제 선거 비용이 더 많이 들 수 있는데다, 후보자 알리기하고 정책 홍보에 어려움이 많다. - 국회의원 선거에서는 장점보다 단점이 두드러지는 제도로 평가되고 있다. - 중진(어떤 집단이나 분야에서 지도적인 영향력을 가진 중요한 인물)의 당선 가능성이 높은데다, 신진(어떤 사회나 분야에 새로 나서는 사람) 인물 진출이 어렵다는 점 등이 단점으로 제기되고 있다. - 의회에서 과반의석을 목표로 하는 정당은 중선구제 아래에서 하나의 선거구에 복수의 의원을 당선시켜야 하는데, 같은 정당의 후보자하고 경쟁해야 하는 후보자에게 있어서 정당의 정책은 차별성이 없기 때문에 정당의 정책을 기초로 한 선거 운동은 득표 효과를 그다지 기대하기 어렵다. - 과거 일본의 사례에서 알 수 있듯이 중선거구제에 있어서 후보자의 득표활동은 정책보다 이익유도에 치중하게 되고 지역구에 고착된 인적 기반(고정지지표)을 바탕으로 한 번 당선되면 이후 어렵지 않게 재선, 다선(多選) 및 심지어 의원직 세습까지 가능하며 정당의 단결을 약화시키는 당내 파벌의 영향력을 증대시켜 치열한 파벌 싸움, 지역 기반의 중시, 2·3세 세습 의원의 증가 등을 야기하게 된다. |

## 같이 보기
- 소선거구제
- 대선거구제
- 비례대표제
- 직능대표제